# Montereale
Montereale es una  localidad italiana de la provincia de L'Aquila, región de Abruzos de 2.722 habitantes.

## Historia
El territorio de Montereale, junto al de L'Aquila, en la prehistoria fue poblado relativamente tarde respecto a las demás áreas de la región de Abruzzos, por causa de la presencia de una enorme extensión de agua que cubría el valle.
En un Registro de Colonos de Montereale que data de 1815 se afirma que antes de Montereale existía en el mismo sitio una ciudad antiquísima, llamada Maronea, fundada por los pelasgos y destruida en el 550 d. C.
Los longobardos, pueblo de estirpe germánica, invadieron Italia alrededor del 569 d. C., penetrando en profundidad y ocupando gran parte de la Península. En 572 constituyeron el Ducado de Spoleto, bajo el cual se redujo el territorio de Montereale, y el Ducado de Benevento. Es probable que los longobardos promovieron o al menos favorecieron la reconstrucción de la preexistente Maronea, cuyos ciudadanos se dispersaron en el territorio circundante.
La localidad se desarrolló sobre todo en la época medieval, cuando era conocida con el nombre de Monte Reagalis.

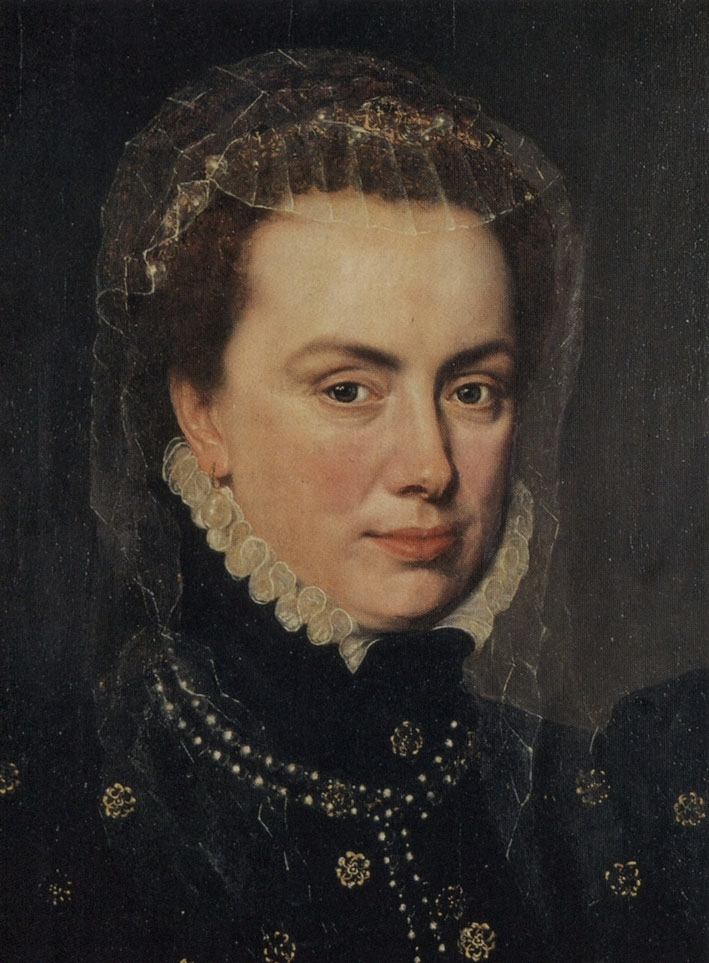
Margarita de Austria, por Antonio Moro.

En 1536, con ocasión de la boda la archiduquesa Margarita de Austria, hija natural del emperador Carlos V, y Alejandro de Médicis (nieto del papa Clemente VII), Carlos V destinó una dote importante para su hija que incluyó, entre otros, L'Aquila, Penne, Campli, Cittaducale, Leonessa y Montereale. Margarita residió por un tiempo en Parma, pero posteriormente fue alternando su estancia entre las dos residencias alternativas de Cittaducale y Montereale. En Montereale Margarita se estableció, de acuerdo a recomendaciones de De Santis, en el "Palazzo Farnese", que se sitúa entre el Convento de los Agostinianos (la actual Iglesia del Beato Andrea) y el Palazzo Cassiani. El período que Margarita de Austria pasó en Montereale marcó a la localidad como un oasis de serenidad y de esplendor: la archiduquesa supo aliviar o al menos atenuar los impactos negativos del mal gobierno español, trabajando activamente en favor de las clases medias-bajas y ejerciendo sabiamente el poder administrativo. Durante este período Montereale alcanzó su máxima extensión, incluyendo también los territorios del actual municipio de Capitignano y del ex-municipio de Mascioni.
El 14 de enero de 1703 un violentísimo terremoto destruyó casi todo Montereale, provocando 800 víctimas. Después del terremoto de L'Aquila de 2009 se registraron daños en el convento de San Leonardo con evacuación de las monjas de clausura y de otros 5 monumentos, entre los cuales el Municipio. La fracción más dañada fue Verrico, con cerca de trescientas casas dañadas. Desde el 21 de julio de 2009 Montereale, junto a otros 4 municipios de la Provincia de L'Aquila (Bugnara, Cagnano Amiterno, Capitignano e Fontecchio) y a los municipios de la Provincia de Teramo: Colledara, Fano Adriano y Penna Sant’Andrea, fueron benficiados para la reconstrucción post-terremoto.

## Las iglesias y conventos

### Iglesia de Santa María en Assunta
Es la iglesia más grande de Montereale. Oficiada alrededor de 1400 por un abate y site canónicos, fue reconstruida entre 1745 y 1750. En 1419 faltaba el campanario, que fue edificado con el dinero de la familia Chirchinella; las bases se iniciaron el 7 de mayo de 1419, bajo el Abate Alessandro.

### Iglesia del Beato Andrea
La iglesia del Beato Andrea fue reconstruida en 1726 sobre las ruinas de la iglesia preexistente dedicada a San Agustín. En el interior de la iglesia se encuentra, una capilla mandada a construir en 1631 por Giovan Paolo Ricci; tal capilla es la cripta donde está conservada y expuesta a los fieles un cofre de plata que contiene los restos del Beato Andrea. La iglesia fue declarada no apta para su uso, después del terremoto de L'Aquila de 2009.

### Madonna del Carmine
Originariamente dedicada a San Lorenzo mártir, destruida por el terremoto de 1703, reconstruida en 1793 y recientemente restaurada. La iglesia fue daclarada no apta para su uso después del terremoto de L'Aquila de 2009.

### Convento de Santa Clara

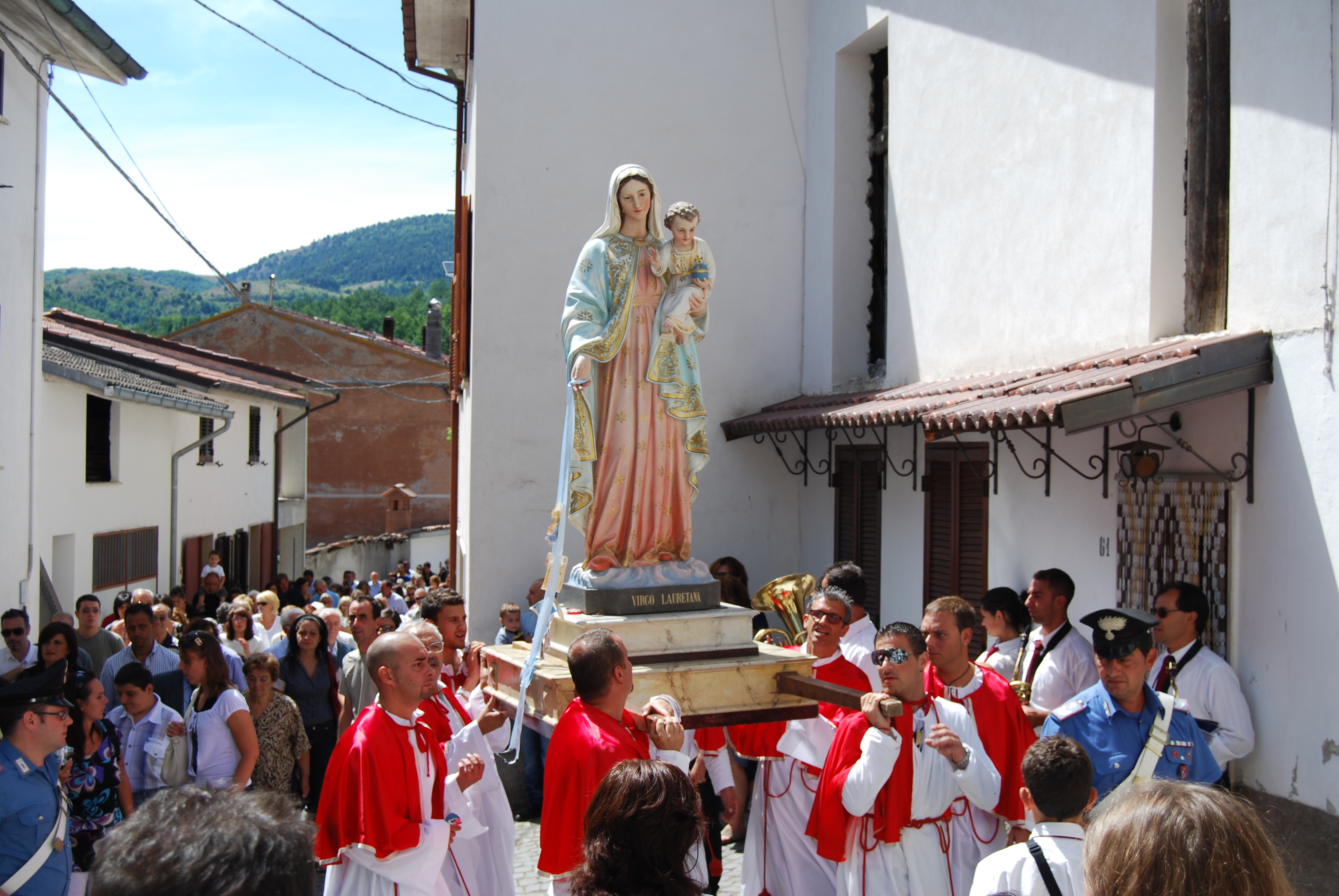
Procesión de la Virgen en Pellescritta, una fracción de Montereale.

Convento del cual se encuntrasn sus ruinas.

### Convento de San Francisco
El convento de San Francisco presenta una imponente cripta de características góticas; probablemente en el pasado fue una fortaleza.

### Convento de San Leonardo
El Convento de San Leonardo se fundó cerca de 1440 por los Benedictinos. En 1600 fue destruido por un terremoto; reconstruido en 1615, otra vez, en 1703, sufrió la violencia de otro sismo. Con las leyes promulgadas en 1866 por el Gobierno piamontés, el monasterio se cerró y se confiscó con todo lo que tenía. Se convistió así, en propietario del Municipio de Montereale, pero la administración permitió a la comunidad religiosa seguir viviendo allí. Después del terremoto de L'Aquila de 2009 el edificio sufrió algunos daños y fue ordenada la evacuación de las monjas de clausura pero después de las reparaciones el convento volvió a ser habitable.

### Abadía de la Madonna In Pantanis
La abadía, que se encuentra en la fracción de Madonna In Pantanis (con una altitud de 820 m s. n. m.), fue construida entre el siglo XI y la primera mitad del XII (ya en 1153 Atanasio IV habla de "...S.Mariae in Pantano") y reconstruida entre los años 1600 y 1700.  En 1616 fue realizada una decoración del altar mayor dedicado a la Virgen, por 10 canónicos de la época. En la iglesia hay un mausoleo dedicado al Beato Domenico da Cesariano, cuyo cuerpo está bien conservado y visible. En el interior de la iglesia está la  Madonna del Latte, una pintura de autor anónimo del siglo XIII, hallada en 1958 durante una inspección de la Superintendencia, fue imposible una restauración por la oposición de la población local que temía que se perdiera. En 1982 fue posible transferir la obra al Instituto Central para la Restauración. Actualmente la Madonna del Latte se conserva en la sala 2 del 1° piso del Museo Nacional de Abruzzos (con sede el antiguo Castillo de L'Aquila) . Después del Terremoto de L'Aquila de 2009, la abadía fue declarada no apta para su uso, aunque luego de las reparaciones se encuentra abierta.

## Ciudadanos ilustres
- Francesco Canofari, (Montereale,  1765 -  Nápoles,  1843), magistrado.
- Francesco da Montereale (1466? -1549), pintor.
- Beato Domenico da Cesariano (Cesariano di Montereale, 1450- Cesariano di Montereale, 22 de agosto de 1510)

## Evolución demográfica

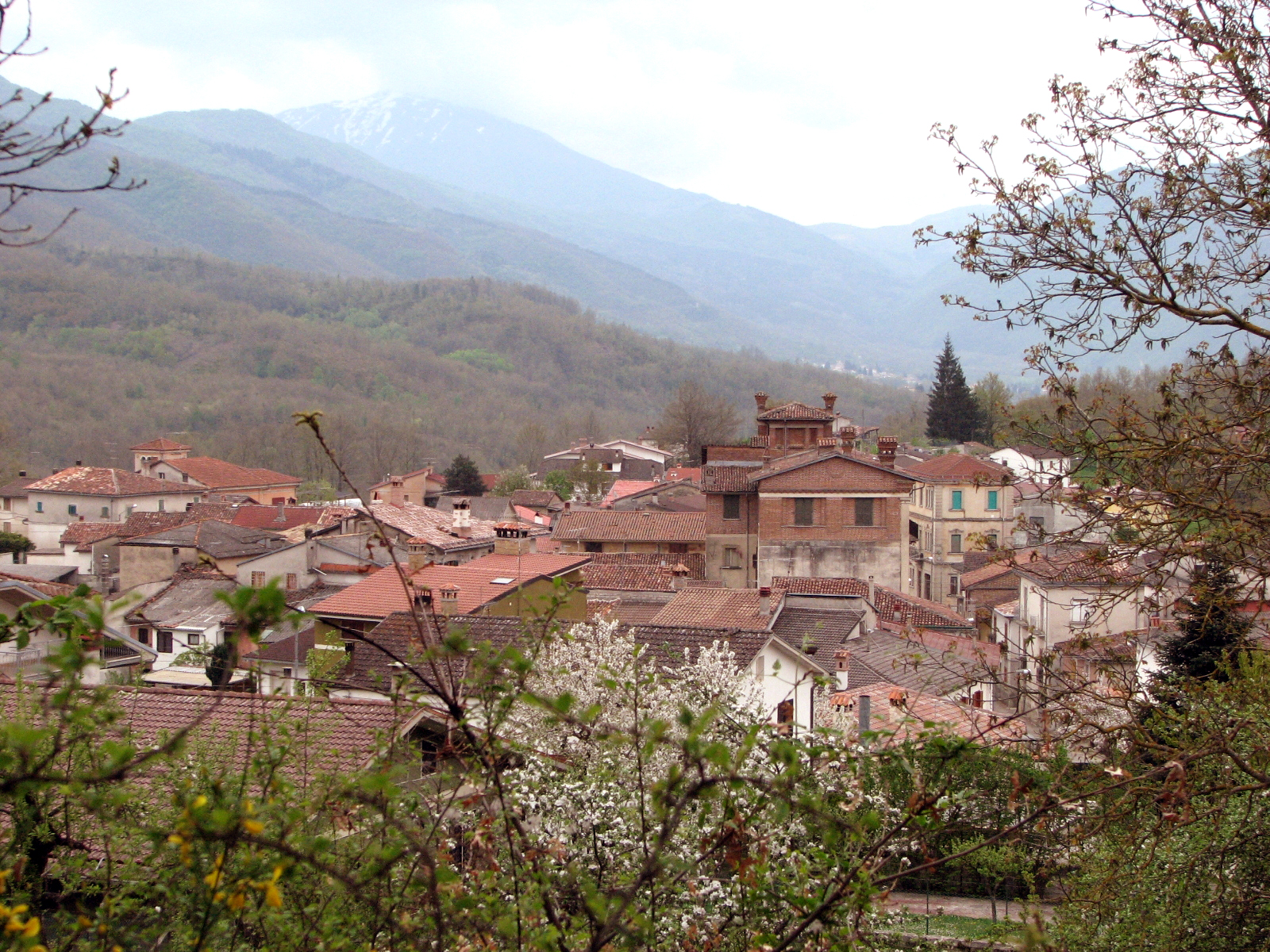
Vista de Aringo, una fracción de Montereale.

| Gráfica de evolución demográfica de Montereale entre 1861 y 2001 |
|                                                                  |
| Fuente ISTAT - Elaboración gráfica por Wikipedia                 |